# Ратленд, Фредрик
Фре́дрик Джо́зеф Ра́тленд (англ. Frederick Joseph Rutland,  21 октября 1886, Уэймут — 28 января 1949, Бедгелерт) по прозвищу «Ратленд-Ютландский» (англ. Rutland of Jutland), он же «агент Синкава» (яп. 新川, англ. Shinkawa) — британский лётчик военно-морской авиации, выполнивший в ходе Ютландского сражения первый в истории боевой вылет на самолёте корабельного базирования. Награждён медалью Альберта 1 класса и дважды крестом «За выдающиеся заслуги». После увольнения из британского флота, с 1923 по 1941 годы легально сотрудничал с японским флотом и нелегально — с японской разведкой. Переехав в США, стал организатором японской разведывательной сети и агентом влияния Японии в Калифорнии. Авантюрная, непрофессиональная шпионская деятельность Ратленда была малоэффективна, но чрезвычайно высоко оценивалась и щедро оплачивалась японцами — в ущерб развитию полноценной агентуры. В 1941 году Ратленд был раскрыт спецслужбами США и выдворен в Великобританию, где провёл два года под стражей.

## Военная служба
Фредрик Джозеф Ратленд родился и вырос в бедности и в 1901 году, в возрасте 15 лет, вступил юнгой в ВМФ Великобритании. В мирное время Ратленд не мог рассчитывать на офицерскую должность; с началом Первой мировой войны он был произведён в офицеры, прошёл лётную подготовку и был назначен пилотом разведывательного гидросамолёта на гидроавиатранспорт «Энгадин».

### Ютландское сражение
30 мая 1916 года «Энгадин», включённый в состав флота линейных крейсеров, вышел в море на перехват германской эскадры. В 14:45 31 мая адмирал Битти приказал командиру «Энгадина» выслать самолёты в разведку в северо-северовосточном направлении. Гидроавиатранспорт вышел из строя соединения и остановился для запуска самолёта. Первым должен был отправиться в поиск биплан «Шорт 184» лейтенанта Доналда, но за минуту-две до спуска на воду капитан «Энгадина» приказал передать управление Ратленду. В 15:08 Ратленд и наблюдатель-радист Джордж Тервин поднялись в воздух на самолёте Доналда.
Из-за низкой облачности полёт проходил на высоте не более 300 метров. Ратленд обнаружил неприятельские силы и, чтобы надёжно опознать их в условиях плохой видимости, сблизился с ними на расстояние в одну милю. Германская эскадра открыла плотный огонь из противоминной артиллерии. По воспоминаниям лейтенанта, служившего на лёгком крейсере «Эльбинг», появление самолёта в открытом море изумило немцев: младшие офицеры даже не предполагали, что английские корабли могут нести в походе разведывательные самолёты. Облетев «Эльбинг» на расстоянии 600—700 метров, Ратленд отдалился от неприятеля на три мили, чтобы радировать на «Энгадин» об увиденном. Всего, по сообщениям Ратленда, ему удалось обнаружить три «больших» крейсера и десять эсминцев. Во время передачи радиограммы Ратленд сумел разглядеть, что неприятель меняет курс и уходит на юг; чтобы убедиться в этом, он некоторое время сопровождал немцев на параллельном курсе.
Облачность быстро рассеивалась, и Ратленд мог одновременно наблюдать и германские, и британские корабли, ещё не вступившие в бой. Он был уверен, что флот линейных крейсеров получил его радиограммы и действует в соответствии с ними, преследуя неприятеля в направлении на юг. В действительности ни одно из сообщений не дошло до штаба Битти. «Энгадин» принял радиограммы Ратленда, передал их содержание семафором на флагманский «Лайон», но не получил подтверждения о приёме. Линкор «Бархэм», которому «Энгадин» собирался продублировать сообщение, отказался принимать его. Британские корабли уже сами обнаружили немцев и готовились принять бой. Благополучно завершившийся полёт Ратленда никак не повлиял на развитие боя, но получил символическое значение как первый в истории боевой полёт самолёта корабельного базирования. Ратленд был награждён крестом «За выдающиеся заслуги» и получил неофициальное прозвище «Ратленд-Ютландский» (англ. Rutland of Jutland).
1 июня 1916 года «Энгадин» принял на борт команду повреждённого в бою и тонущего крейсера «Уорриор». При передаче раненых один человек рухнул с носилок в воду между «Энгадином» и «Уорриором». Ратленд, увидев падение, немедленно схватил спасательный линь и бросился в воду, рискуя быть раздавленным кораблями. Он сумел обвязать утопающего линем, помог вытащить его на палубу «Энгадина», и самостоятельно поднялся на борт. Спасённый им человек был уже мёртв. За этот эпизод Ратленд был награждён медалью Альберта 1 класса. Он на время стал единственным живущим, имевшим право на ношение этой редкой медали.

### Действия после сражения
В 1917 году Ратленд был назначен командиром авиагруппы гидроавиатранспорта «Манксман» и возглавил эксперимент по применению аэропланов с колёсными шасси. В первом же полёте Ратленд сумел поднять в воздух колёсный истребитель «Пап» с пробега всего в шесть метров (20 футов). Типичный взлётный пробег составлял 10—15 м (35—45 футов), но Ратленд уверял, что при двадцатиузловом встречном ветре возможен взлёт с пробега менее пяти метров (15 футов). Для проверки этого на лёгком крейсере «Ярмут» была оборудована опытная платформа, однако воспользоваться ею немедленно Ратленд не смог: 17 мая 1917 года, во время разведывательного полёта, ему пришлось совершить вынужденную посадку в Дании. Вернувшись на родину в июне, Ратленд успешно продемонстрировал возможность взлёта с коротких взлётных площадок. Аналогичные площадки и штатные колёсные авиаразведчики вскоре появились на 22 лёгких британских крейсерах. В октябре 1917 года Ратленд произвёл первый успешный взлёт с платформы, установленной на башне главного калибра линейного крейсера «Рипалс». Заслуги Ратленда в развитии военной авиации были отмечены вторым крестом «За выдающиеся заслуги» и особой благодарностью лордов Адмиралтейства.

## Сотрудничество с Японией

### Вербовка
Вскоре после окончания войны развод и предосудительная связь с женой другого офицера поставили крест на карьере Ратленда. В декабре 1922 года сотрудник военного атташата Японии в Лондоне Сиро Такасу предложил ему щедрый контракт на обучение лётчиков японского ВМФ технике посадки на авианосцы. Ратленд, ещё будучи офицером Королевского ВМФ, скрыл факт переговоров от начальства, но всё же попал под наблюдение британской контрразведки. Успев недолго послужить в недавно созданных Королевских ВВС, в 1923 году он уволился со службы и переехал в Японию, где проработал четыре года авиаинструктором и обзавёлся ценными связями. В это время британский и японский флоты активно сотрудничали. Ратленд не был единственным британским инструктором в Японии, но его поведение и его близость к высшему руководству японского ВМФ были, с точки зрения контрразведки, особенно подозрительны. По завершении контракта Ратленд вернулся в Лондон и вёл непримечательную жизнь до 1931 года, когда на него вновь вышел вернувшийся в Лондон Сиро Такасу. Вначала Такасу предложил Ратленду легальную работу в Лондоне, но затем убедил его переехать в Калифорнию, где была сосредоточена авиационная промышленность и базировались основные силы Тихоокеанского флота США. Сменивший Такасу на посту военного атташе в Лондоне Арата Ока умудрился подставить Ратленда, потеряв в пьяном виде портфель с инкриминирующими британца бумагами. Контрразведка усилила наблюдение за Ратлендом, и тот предпочёл поскорее уехать в США с промежуточными остановками в Даляне и Токио, где получил подробный разведывательный инструктаж.

### Шпионаж
В 1933 году Ратленд обосновался в Лос-Анджелесе; окончательные условия его контракта и конспиративный позывной «Синкава» (яп. 新川, «новая река») были согласованы в 1935 году, после долгих торгов. Вознаграждение за первый год, включая подъёмные, составило 6200 британских фунтов (более 600 тысяч долларов США в эквиваленте 2021 года); в последующие годы оно было уменьшено до 3700 фунтов в год. Деньги Ратленду выплачивал Эйсукэ Оно — легальный казначей ВМФ Японии в Сан-Франциско, отец Йоко Оно. По договорённости с Такасу и Ока, Ратленд должен был ежегодно встречаться с японскими кураторами где-либо в Азии или Америке, и переправлять важные сообщения с офицерами ВМФ Японии, легально посещавшими порты США. Обычная, регулярная переписка велась открытой почтой. Ратленд отправлял письма на адрес конспиративной квартиры в Токио, а японцы на почтовый ящик Оджи Мэнли — реального гражданина США, родившегося в Японии и имевшего в ней коммерческие предприятия. Какая-либо связь через Лондон исключалась, так как Ратленд всерьёз опасался, что американцы примут его за британского шпиона. В случае войны между Японией и США основным адресатом Ратленда становилось японское посольство в Оттаве. Война между Японией и Британской империей считалась маловероятной.
Получив от японцев первый платёж, Ратленд приобрёл представительный дом в Голливуде, основал подставную брокерскую компанию, и стал демонстративно вести образ жизни состоятельного авантюриста. Он быстро обзавёлся связями с жившими в Лос-Анджелесе британцами и с местными предпринимателями и журналистами. Он был подчёркнуто, нарочито публичен и регулярно давал прессе интервью по вопросам политики и экономики. Ратленд не опасался американской контрразведки и регулярно принимал дома японских агентов Итару Татибана и Тораити Коно (дворецкого Чарли Чаплина) и их агента Эла Блейка. Поведение Ратленда, с одной стороны, отражало авантюрный склад его характера, с другой — повышало акции Ратленда в среде японской контрразведки. Японцы в течение всего периода контракта с Ратлендом (1935—1941) был уверены в его чрезвычайной ценности. Незаслуженная репутация Ратленда — следствие стремительного служебного взлёте его кураторов: Ратленд был не простым шпионом, а личным агентом Сиро Такасу, который в середине 1930-х возглавлял военно-морскую разведку Японии, а в последующие годы занимал различные высокие должности в командовании ВМС.
Практический вклад Ратленда в дело японской разведки был весьма скромен. С 1933 года его подставные фирмы помогали японцам легально приобретать в США образцы авиационной, железнодорожной и морской техники. Для самого Ратленда главной выгодой от этой деятельности была возможность регулярно посещать Мексику и Японию, не вызывая вопросов у американских властей. К 1940 году стало очевидно, что Япония не сможет избежать войны с Великобританией, и «канадский вариант» связи потерял значение. Главным каналом связи стали японское посольство в Мехико и находившееся недалеко от Лос-Анджелеса, на самой границе США и Мексики, японское консульство в Мехикали. Обустройство этого канала и стало основным занятием Ратленда в 1940—1941. Авантюрист и непрофессионал, он предлагал японцам заведомо неработоспособные варианты — например, связь гелиографом через границу, и даже приобрёл участки земли для установки гелиографов. Сам Ратленд позже признавался, что занимался этим бесперспективным делом только для того, чтобы выслужиться перед японцами.

### Провал
Подозрительные связи Ратленда привлекли внимание британских и американских спецслужб в начале 1920-х годов. Британская контрразведка MI5 плотно «вела» его с середины 1920-х годов и к 1939 году накопила объёмное досье. Военный атташе США в Токио регулярно сообщал в Вашингтон о контактах Ратленда с японцами. Федеральное бюро расследований США, занятое в предвоенные годы преследованием коммунистических и прогерманских активистов, начало разрабатывать Ратленда лишь в сентябре 1939 года. За несколько месяцев ФБР собрало достаточно материала для возбуждения уголовного дела, однако в августе 1940 года в работу следователей неожиданно вмешался капитан Эллис Закариас из управления военно-морской разведки. Закариас утверждал, что Ратленд — двойной агент, действующий в интересах ВМФ США, и должен оставаться на свободе. ФБР вынуждено прекратило преследование Ратленда. Никаких документальных подтверждений версии Закариаса не сохранилось, цели и мотивы его вмешательства остаются предметом споров историков.
В июне 1941 года, после ареста Итару Татибана, ФБР получило массу новых улик и показаний против Ратленда, но во избежание публичного скандала вновь не решилась на открытое преследование. Вместо этого американцы негласно договорились с британцами, и 30 сентября 1941 года Ратленда переправили самолётом в Великобританию. Подробности этой операции, по состоянию на 2021 год, остаются засекреченными. Британцы, по неизвестным причинам, не арестовали Ратленда немедленно. В первые недели пребывания на родине он беспрепятственно передвигался по Лондону и активно встречался с чиновниками морских и авиационных ведомств, предлагая свои услуги двойного агента. Лишь на следующий день после нападения японцев на Перл-Харбор MI5 задержало Ратленда по закону военного времени и поместило его под арест в Брикстонскую тюрьму, наравне с Освальдом Мосли и иными прогерманскими и прояпонскими деятелями. В защиту «героя великой войны» публично выступил лишь адмирал Роджер Киз.
На допросах в Брикстоне Ратленд признался в работе на японцев против США, в контактах с уже арестованным Итару Татибана и в организации канала связи с Японией через Мексику. Он настаивал, что никогда не скрывал фактов легальной работы на Японию, а в течение целого года перед арестом также служил двойным агентом в интересах военно-морской разведки США, поставляя японцам лишь второстепенные, отобранные американскими кураторами сведения. Допрашивавшие Ратленда контрразведчики сделали вывод, что арестованный «ответил на каждый вопрос убедительно, но несомненно, беззастенчиво лгал» (англ. unscrupulous liar). Несомненно было и то, что Ратленд никогда не шпионил против британских интересов, и был неподсуден в Великобритании — но и оставлять его на свободе в 1941 году было невозможно. Само существование Ратленда порождало множество неудобных вопросов об участии высокопоставленных британцев в предвоенном сотрудничестве британского и японского флотов.
Ратленд был освобождён одновременно с Мосли, в конце 1943 года. Он провёл остаток жизни в нищете и в возрасте 62 лет покончил с собой.

## Историография и оценки
Шпионаж Ратленда — спорный предмет множества публикаций в англоязычной прессе. В 1960 году Роджер Киз-младший, сын адмирала Киза, публично призвал к реабилитации Ратленда. Закариас в интервью британской прессе заявил о его невиновности. ФБР в ответ провело внутреннее расследование и публично заявило, что «имеет невысокое мнение» (англ. does not think much of) о самом Закариасе. Досье Закариаса было частично, с обширными изъятиями, рассекречено лишь в 2016 году. В 1963 году Десмонд Янг, ветеран двух мировых войн, опубликовал подробную биографию Ратленда. Янг героизировал военные заслуги Ратленда и признал факт его работы на японцев, но отрицал преступный характер этой работы.
Историки разведслужб, напротив, изначально признавали факт преступного шпионажа и при этом игнорировали бурную публичную жизнь Ратленда. Установить реальную ценность переданной Ратлендом информации на основе доступных в XX веке источников было невозможно. Было ясно лишь то, что все причастные государства переоценивали роль Ратленда. Японцы неоправданно считали его наиболее ценным разведывательным активом, а американцы и британцы тщательно пытались избежать публичного преследования героя прошедшей войны.
Рассекречивание архивов MI5 в 2000 году позволило исследователям заново оценить действия Ратленда. Наиболее далекоидущие выводы сделал Макс Эверест-Филипс: Ратленд, по его мнению, был ценнейшим и весьма эффективным японским агентом, который не только помог Японии в создании авианосного флота, напавшего на Перл-Харбор, но и дезинформировал американские власти о реальном размахе японского шпионажа. Дело Ратленда, утверждал Эверест-Филипс, стало поводом для внесудебных арестов реальных или вымышленных агентов и массового интернирования японцев в 1942 году. Большинство историков не согласилось с этим, полагая, что новые документы в целом повторяют ранее известные сведения. История взаимоотношений Ратленда и Закариаса остаётся столь же туманной, какой она казалась в 1943 году.
Драбкин и Харт (2021), основываясь на недавно рассекреченных документах ФБР, полагают, что Ратленд действительно был двойным агентом. Он одновременно получал щедрое содержание от японцев и по собственной инициативе предлагал свои услуги американцам. Он не был ни «мелкой сошкой», ни спящим агентом, однако японцы незаслуженно переоценили его возможности и способности. Сделав ставку исключительно на Ратленда, японцы пренебрегли развитием профессиональной агентуры. Наибольшее значение для японцев имело не существование Ратленда, но его исчезновение, лишившее японскую разведку единственного потенциального источника разведданных о Тихоокеанском флоте США. По мнению авторов, утверждения о вкладе Ратленда в развитие японского флота перед Второй мировой войной, и о влиянии его дела на внутреннюю политику США, документами не подтверждаются.